# 谷氨酸一铵
谷氨酸一铵是一种含氮有机化合物，化学式NH4C5H8NO4，为谷氨酸与铵形成的酸式盐，